# Ghimpețeni
Ghimpețeni is een Roemeense gemeente in het district Olt.
Ghimpețeni telt 1771 inwoners.